# Stuart Hagmann
Stuart Hagmann (Sturgeon Bay, 2 settembre 1942) è un regista, sceneggiatore e regista televisivo statunitense.
Nel 1970 il suo film Fragole e sangue  ha vinto il Premio della giuria al Festival di Cannes.

## Filmografia parziale
- Fragole e sangue (The Strawberry Statement) (1970)
- Jackie, la ragazza di Greenwich Village (Believe in me) (1971)
- Tarantulas: il volo della morte (Tarantulas: The Deadly Cargo) (1977)